# Бобруйская крепость
Бобруйская крепость — историческая крепость в городе Бобруйске. Строительство начато в 1810 году, крепость сыграла существенную роль в Отечественной войне 1812 года.
В 2002 году памятник истории и архитектуры «Бобруйская крепость» был внесён в Государственный список историко-культурных ценностей Республики Беларусь и отнесён к ценностям республиканского значения.

## Предыстория
В преддверии возможной войны с Наполеоном, в марте 1810 года военный министр Барклай де Толли представил императору Александру I докладную записку «О защите западных пределов России». В ней намечался план подготовки западных областей Российской империи к войне, и в качестве предмостных укреплений предлагалось возвести новые оборонительные укрепления.
Строительство новых крепостей должно было закрыть брешь шириной в 1200 вёрст между имевшимися крепостями Рига и Киев.
Предполагалось заложить укрепления в Динабурге, Рогачёве и Быхове. Генерал-майор инженерного корпуса Карл Опперман после осмотра западной границы и рекогносцировки местности, ознакомившись с соображениями инженера-поручика Теодора Нарбута, стал настаивать на строительстве крепости на реке Березине в Бобруйске в качестве альтернативы крепости у Рогачёва на Днепре. 20 июня 1810 года Александр I окончательно утвердил разработанный Опперманом генеральный план Бобруйской крепости.
Согласно плану Оппермана, от более чем 400-летнего города не должно было остаться ничего, кроме основания старого иезуитского костёла, перестраиваемого в цейхгауз. Под крепость отводилась вся историческая территория города на западном берегу Березины. Жителям предлагалась свободная земля вокруг крепости, где были запроектированы форштадты.

## Начало строительства крепости (1810—1812 гг.)

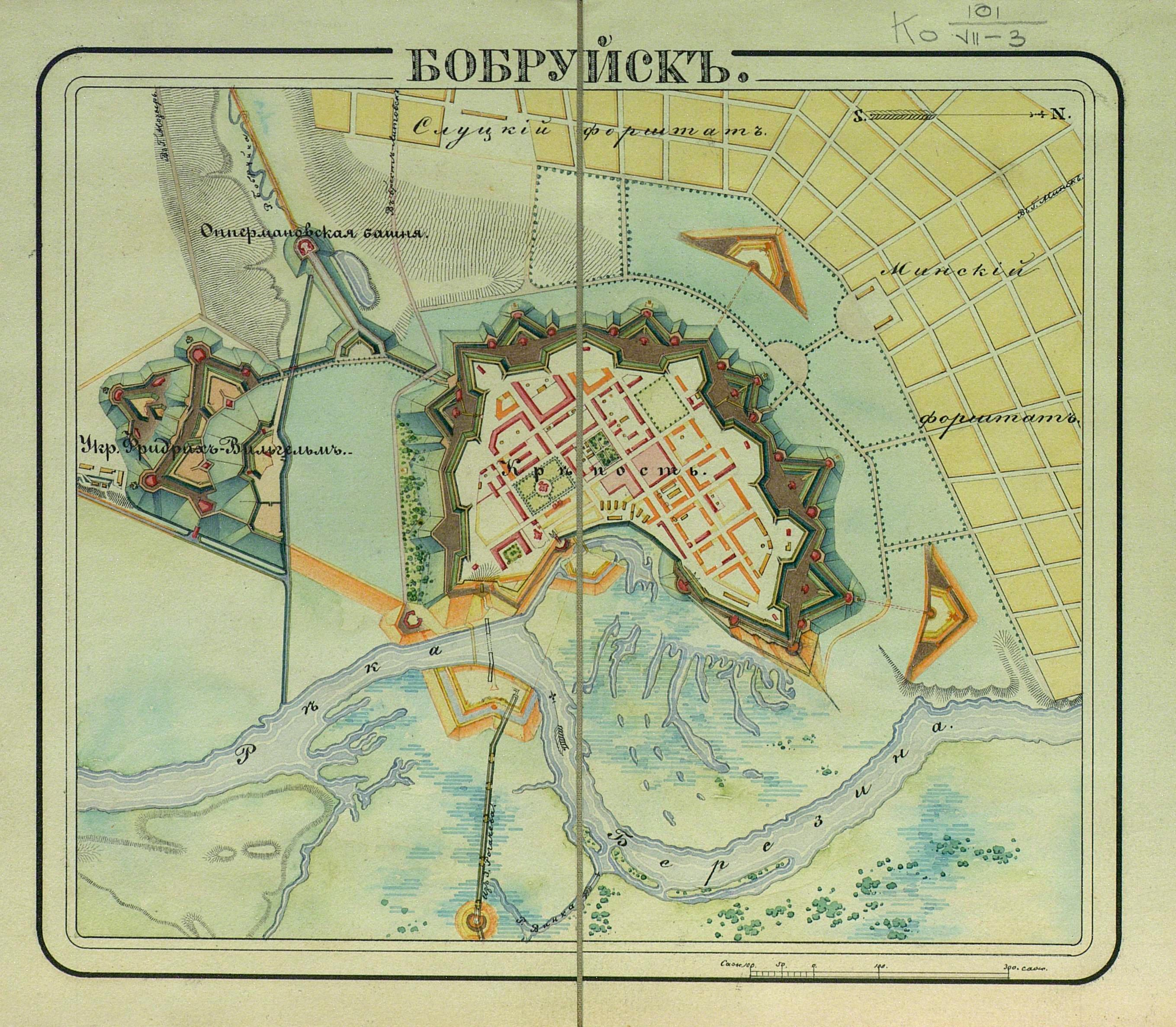
План Бобруйской крепости, 1830-е годы

Для новой крепости требовалась расчистка территории вдоль Березины. Солдатами были снесены каменные и деревянные жилые дома, католические и православные церкви, часовня, монастырь, один большой и два меньших дворца, средневековая крепость и крепостные сооружения, здание ратуши и другие городские строения.
К созданию крепости в Бобруйске приступили 4 июня 1810 года. Её возводили тысячи солдат и крепостных крестьян Могилёвской, Минской, Черниговской губерний. Материалы доставлялись из Украины, Карелии, Кавказа, Урала. Строителем крепости был назначен генерал-майор Е. П. Фелькерзам, войсками на строительстве командовал генерал-майор Игнатьев. По проекту Оппермана крепость намечена была у правого берега реки Березины, при устье реки Бобруйка. По другую сторону реки планировалось возвести передовое укрепление, а на левом берегу должен был разместиться тет-де-пон. Работы велись интенсивно, и к концу 1811 года форты, направленные на север, запад и юг, обладали уже внушительной оборонительной силой. Основная оборонная линия крепости состояла из 8 бастионов. В июле 1811 года Бобруйскую крепость причислили к первому классу оборонительных сооружений Российской империи.

## Отечественная война 1812 года
К началу войны на вооружение крепости было поставлено 344 орудия, гарнизон её насчитывал около 4 тысяч человек. Она считалась важным опорным пунктом русской армии на пути южного стратегического фланга наполеоновских войск. Комендантом крепости был Карл Берг, но фактической обороной руководил ветеран суворовских походов генерал Гаврила Игнатьев.
В начале боевых действий крепость сыграла значительную роль в обеспечении движения 2-й Западной армии Багратиона. За время нахождения в Бобруйске 6-8 июля 1812 года 2-я армия пополнила здесь запасы продовольствия, получила подкрепление (около 1,5 тыс. человек) и оставила в крепости больных и раненых, что позволило ей благополучно соединиться с 1-й Западной армией под командованием Барклая де Толли в Смоленске. В течение четырёх последующих месяцев (июль-ноябрь) Бобруйская крепость была блокирована польским корпусом генерала Домбровского (около 12 тысяч человек). Активные боевые действия вокруг города, за исключением стычек небольших разъездов на дальних подходах к цитадели, не велись. Тем не менее, военными историками отмечается важная роль Бобруйской крепости в войне 1812 г. Михайловский-Данилевский писал: «Удачный выбор места, где построен Бобруйск, оказал в Отечественную войну большую, неоценимую услугу. Ни одна крепость России никогда не была такой полезной, как Бобруйск в 1812 году. Если бы там не существовало крепости, князю Багратиону невозможно было бы раньше конца августа соединиться с первой армией, а тогда бы она была уже в окрестностях Москвы».

## После 1812 года
Второй этап строительства пришёлся на 1812—1836 года. За это время территория крепости увеличилась, были возведены дополнительные бастионы и башни: например, в 1822 году — форт «Фридрих Вильгельм».
В 1817 году крепость посетил император Александр I. Он осмотрел укрепления и дал приказ снести все деревянные дома, а на их месте построить каменные. Подобные перестройки проходили в крепости не раз, её структура менялась в зависимости от требований своего времени. Уже к 1818 году она потеряла свои «правильные» симметричные очертания. От крепости шли многочисленные подземные туннели, выходящие из города в лес, по которым можно было выбраться в случае опасности.
В 1820—1823 годах в расквартировавшейся после окончания войны в Бобруйске 9-й пехотной дивизии служило много будущих декабристов. Командирами полков были известные впоследствии декабристы С. И. Муравьев-Апостол, М. П. Бестужев-Рюмин, И. С. Павало-Швековский, создавшие в мае 1823 года так называемый «Бобруйский план», который предусматривал арест императора Александра I во время смотра войск.
После подавления восстания декабристов некоторые из них (например, В. Дивов, М. Бодиско, В. Норов) были заключены в Бобруйскую крепость, которая с момента восстания выполняла также функцию государственной политической тюрьмы. В яйцевидной камере невозможно было ни сесть, ни встать, ни лечь. Поворочавшись несколько дней в «каменном мешке», узники так и не могли найти нормальное положение для тела и сходили с ума. Вспоминая о политической каторге, публицист Александр Герцен писал, что лучше отбывать наказание в Сибири, но не в «страшной тюрьме на реке Березине».

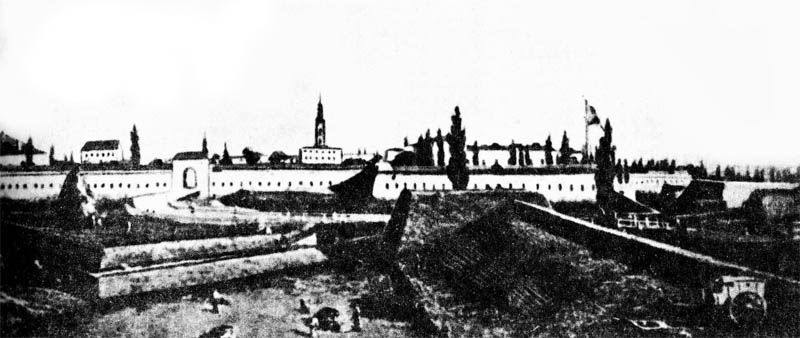
Бобруйская крепость, XIX век

Во время Польского восстания 1830—1831 годов император Николай I приказал немедленно вооружить крепость и привести её в военное положение. Во исполнение указаний комендант крепости генерал-майор Карл Берг установил на валах 146 орудий. Таким образом, Бобруйская крепость стала опорным пунктом русских войск во время восстания. Помимо этого, крепость продолжала использоваться как политическая тюрьма и стала местом заключения для большого числа повстанцев.
Строительство Бобруйской крепости полностью завершилось только в 1836 году. Император Николай I считал её одной из лучших в Европе. В 1868 году она была переведена в разряд крепостей 2-го класса, в 1886 году преобразована в крепость-склад, а к 1897 году потеряла всякое военное значение, и её статус как крепости был упразднён.
Во время польской оккупации белорусских земель в 1919—1920 годах на территории крепости размещался лагерь для военнопленных.

## Великая Отечественная война (1941—1945 гг.)
Во время боёв за город 28-30 июня 1941 года штурмовой отряд красноармейцев переправился на западный берег Березины и занял Бобруйскую крепость, уничтожив много вражеских солдат, офицеров и техники.
После занятия города оккупантами, в крепости разместился концентрационный лагерь для советских военнопленных, шталаг № 131. В ночь на 7 ноября 1941 года немцы подожгли казармы крепости и расстреляли около 7 тысяч военнопленных. Этот эпизод отражен в повести Алеся Адамовича «Каратели». К августу 1942 года здесь было уничтожено около 40 тысяч человек.
По словам могилёвского поисковика, руководителя патриотического отряда «Виккру» Николая Борисенко, «рядом с крепостью… был и есть остановочный пункт Березина. По железной дороге в крепость привозили пленных. Тех, кто умер по пути, сбрасывали во рвы и засыпали землей. Поэтому пока трудно сказать, где и как погибли люди, останки которых обнаружены. Возможно, будут ещё находки, которые помогут это узнать. Попытаемся отыскать родственников тех бойцов, чьи имена уже установлены по медальонам. Это Ефим Кондратович Головин из Саратовской области и Николай Михайлович Рудых из Курской».
По словам руководителя Бобруйского поискового отряда «Обелиск» Сергея Порозова, «в годы Великой Отечественной на территории Бобруйска было четыре пересыльных концентрационных лагеря. Два из них на территории крепости, два — для командиров, для беженцев и рабочих — за её пределами… В 41-м, когда два „шталага“, размещавшихся здесь, объединили, по некоторым данным, в них было более 30 тысяч человек».

## Коменданты крепости
- Берг, Карл Карлович (1810—1832).
- Трузсон, Пётр Христианович (1840—1863).
- Пистолькорс, Карл Васильевич (1863—1865).
- Пущин, Михаил Иванович (1865—1868).
- Бабкин, Григорий Данилович (1869—1873).
- Алтухов, Захарий Никифорович (1873—1878).
- Егоров, Евгений Андреевич (1878—1882).
- Кузьмин-Караваев, Дмитрий Дмитриевич (1882—1883).
- Духовецкий, Аркадий Антонович (1883—1887).
- Мольский, Виталий Константинович (1887—1892).
- Бурзи, Иван Карлович фон (1892—1897).
- Яновский, Александр Васильевич (1899—1902).
- Дагаев, Тимофей Михайлович (1903—1908).

В Бобруйской крепости помимо 13 известных нам комендантов, вероятно, служили и другие начальники, о которых мы не знаем.